# ルシタノスXV
ルシタノスXV(Lusitanos XV)は、ポルトガル・リスボンに本拠地を置くラグビーユニオンクラブである。

## 歴史
2013年、創設。同年度のヨーロピアンラグビーチャレンジカップに出場。
2021年、ラグビー・ヨーロッパ・スーパーカップに所属。

## タイトル
- ラグビー・ヨーロッパ・スーパーカップ
  - 準優勝・1回 (2022年)

## 歴代所属選手
- トマス・アップルトン(ポルトガル代表主将・ポルトガル代表)
- ジョアン・グラナーテ(ポルトガル代表)
- ブルーノ・ロシャ(ポルトガル代表)
- ドゥアルテ・ディニス(ポルトガル代表)